# 富士通ネットワークソリューションズ
富士通ネットワークソリューションズ株式会社（ふじつうネットワークソリューションズ、英: FUJITSU NETWORK SOLUTIONS LIMITED）は、神奈川県川崎市幸区に本社を置くネットワークインテグレーションサービスを行う企業で、システムインテグレーター（メーカー系）。

## 沿革
- 1989年（平成元年）3月 - 富士通からの分離独立により富士通システムコンストラクション株式会社として設立。
- 1993年（平成5年）6月 - 海外部門を富士通インターナショナルエンジニアリングへ移管。
- 1997年（平成9年）6月 - 富士通北信コンストラクションを長野県長野市に設立。
- 1998年（平成10年）
  - 3月 - 富士通栃木コンストラクションを栃木県小山市に設立。
  - 8月 - 東京証券取引所市場第二部に株式を上場。
- 1999年（平成11年）3月 - 富士通関西コンストラクションサービスを兵庫県明石市に設立。
- 2001年（平成13年）
  - 8月 - 富士通との株式交換により、同社の完全子会社となる。
  - 10月 - 富士通ネットワークエンジニアリング及び富士通情報通信システムズとの合併、並びに富士通インターナショナルエンジニアリングの一部事業統合を承継する会社分割に伴い、商号を富士通ネットワークソリューションズ株式会社に変更。
- 2005年（平成17年）8月 - 本社を神奈川県川崎市に移転。
- 2012年（平成24年）5月 - 本社を神奈川県横浜市に移転。
- 2015年（平成27年）10月 - 株式会社東邦ネットワークテクノロジーを子会社化し、富士通東邦ネットワークテクノロジー株式会社となる。
- 2019年（令和元年）7月 - 子会社KFコネクト株式会社を東京都大田区に設立する。
- 2021年（令和3年）10月 - 本社を神奈川県川崎市に移転。

## 主要拠点
- 本社：神奈川県川崎市幸区大宮町1-5 JR川崎タワー
- 北海道事業所：北海道札幌市中央区北2条西4‐1 札幌三井JPビルディング
- 東北事業所：宮城県仙台市青葉区中央3-2-23 野村不動産仙台青葉通ビル
- 小山事業所：栃木県小山市城東3-28-1 富士通小山工場
- 関東事業所：埼玉県さいたま市大宮区桜木町1-11-20 大宮JPビルディング
- 北陸事業所：石川県金沢市昭和町16-1 ヴィサージュ
- 信越事業所：長野県長野市鶴賀緑町1403 大通り昭和ビル
- 東海事業所：愛知県名古屋市中村区名駅1-1-3 JRゲートタワー
- 関西事業所：大阪府大阪市西区江戸堀1-5-16 肥後橋MIDビル
- 中国事業所：広島県広島市中区紙屋町1-2-22 広島トランヴェールビルディング
- 九州事業所：福岡県福岡市博多区東比恵3-1-2 東比恵ビジネスセンター
- 沖縄事業所：沖縄県那覇市久茂地1-12-12 ニッセイ那覇センタービル

## 主要関係会社

### 国内グループ企業
- 富士通エフネッツサービス株式会社
- 富士通エフネッツサポート株式会社
- 富士通東邦ネットワークテクノロジー株式会社
- KFコネクト株式会社
- Fujitsu Telecom Systems Philippines,Inc.